# Griswoldia sibyna
Griswoldia sibyna is een spinnensoort in de taxonomische indeling van de Zoropsidae.
Het dier behoort tot het geslacht Griswoldia. De wetenschappelijke naam van de soort werd voor het eerst geldig gepubliceerd in 1991 door Charles E. Griswold.